# Hasan Özen
Hasan Özen (* 1940 in der Türkei) ist ein ehemaliger türkischer Arbeitsmigrant in Deutschland, dem 1994 wegen „großer Verdienste um das Allgemeinwohl“ das Bundesverdienstkreuz am Bande verliehen wurde.

## Leben
Özens Einwanderung aus der Türkei in die Bundesrepublik Deutschland nahm am Ende des Jahres 1963 über die Arbeitsvermittlungsstelle in Istanbul ihren Ausgang, als er vom Ausbesserungswerk der Bundesbahn in Duisburg-Wedau als Gastarbeiter angeworben wurde. Bis dahin hatte der Arbeiter in dem kleinen türkischen Dorf Kavak in der Provinz Sivas gelebt. Zweimal wechselte Özen noch seinen Arbeitsplatz. Schließlich wurde er Rangierer bei Mannesmann in Duisburg, wo er bis zum Eintritt in das Rentenalter blieb. Im Jahr 1995 beantragte und erhielt Özen die deutsche Staatsbürgerschaft.
Özen lebt mit seiner Ehefrau in Duisburg. Das Ehepaar hat fünf Töchter.

### Gewerkschaftliche und ehrenamtliche Aktivitäten
Im Jahr 1964 trat Özen in die IG Metall ein. Im Jahr 1975 wurde er in den Mannesmann-Betriebsrat gewählt. Ein Jahr später folgte der Eintritt in die SPD.
Auch außerhalb des gewerkschaftlichen Bereichs bewies Özen soziales Engagement. 1981 organisierte er beispielsweise Mahnwachen, um das Asylbewerberheim in Duisburg-Neudorf vor Neonazis zu schützen. Nach einer Erdbebenkatastrophe in der Türkei sammelte er 100.000 Deutsche Mark als Wiederaufbauhilfe für seine frühere Heimat. Als die ehemalige fast ausschließlich von Türken bewohnte Mannesmann-Gastarbeiter-Siedlung in Duisburg-Hüttenheim, eine der heruntergekommensten Gegenden der Stadt, vor dem Abriss stand, gründete Özen eine Initiative, die die Renovierung der baufälligen Häuser vorantrieb. Heute wohnen dort Deutsche wie Türken.

## Auszeichnung
Am 25. März 1994 erhielt der damalige türkische Staatsbürger den Verdienstorden der Bundesrepublik Deutschland, laut Pressetext vor allem dafür, dass er sich „durch seine ehrenamtlichen Tätigkeiten im gewerkschaftlichen Bereich große Verdienste um das Allgemeinwohl erworben“ habe. Vorgeschlagen worden war Özen von der IG Metall.
Im Jahr 2007 wurde an Özens Auszeichnung „für ein mutiges, kraftvolles Leben“ durch eine Einladung seiner Familie in den nordrhein-westfälischen Landtag erinnert, der unter anderem auch Josef Krings, der langjährige Oberbürgermeister von Duisburg beiwohnte. Politiker hoben nach diesem Treffen abermals Özens besonderen Integrationswillen und immer noch fortwährenden Einsatz „für Dialog und Zusammenarbeit“ hervor.

## Film
1995 produzierte das Medienzentrum Ruhr in Essen (Realisation: Cengiz Ural-Münch und Jörg Keweloh) unter dem Titel Alt werden – fremd sein? einen dreißigminütigen Dokumentarfilm mit Özen, der die Lebensrealitäten der sich heute im Ruhestand befindenden ersten Generation in Deutschland lebender Arbeitsmigranten aus der Türkei abbilden will.